# Староладожская крепость
Старола́дожская кре́пость — крепость, расположенная в селе Старая Ладога на Ладожском мысу, при впадении в Волхов реки Ладожки (Елены). Первая была построена во времена Вещего Олега на рубеже IX—X веков. В настоящее время крепость открыта для посещения.

## История
Около 753 года выходцами с острова Готланд была основана Старая Ладога, расположившаяся в 2 км выше по течению Волхова от Любшанской крепости, основанной представителями оригинальной славянской культуры среднеевропейского происхождения, которую те, в свою очередь, отвоевали в начале 700-х годов у местных финно-прибалтов. В 760-е годы ладожское поселение было разрушено представителями раннеславянской культуры с Северо-Запада: Днепровского Левобережья или Поднестровья, Подунавья, верховьев Днепра, Западной Двины или Волги (аналогичной пражской, пеньковской или колочинской культурам) и застроено домами срубной конструкции (в отличие от скандинавских построек столбовой конструкции), в которых они организовали производство «глазчатых» бус для товарообмена. Это поселение просуществовало до 830-х годов и вновь было захвачено варягами-скандинавами.
Далее, описывая приблизительно этот временной промежуток, Повесть временных лет сообщает:

Изгнали варяг за море, и не дали им дани, и начали сами собой владеть, и не было среди них правды, и встал род на род, и была у них усобица, и стали воевать друг с другом. И сказали себе: «Поищем себе князя, который бы владел нами и судил по праву». И пошли за море к варягам, к руси. Те варяги назывались русью, как другие называются шведы, а иные норманны и англы, а ещё иные готландцы, — вот так и эти. Сказали руси чудь, словене, кривичи и весь: «Земля наша велика и обильна, а порядка в ней нет. Приходите княжить и владеть нами». И избрались трое братьев со своими родам, и взяли с собой всю русь, и пришли, и сел старший, Рюрик, в Новгороде, а другой, Синеус, — на Белоозере, а третий, Трувор, — в Изборске. И от тех варягов прозвалась Русская земля. Новгородцы же — те люди от варяжского рода, а прежде были словене.
Согласно сообщениям Ипатьевской и Радзивилловской летописей в 862 году на месте впадения реки Ладожка в Волхов призванный на княжение Рюрик отстроил деревянную крепость, где разместился вместе со своей дружиной, перед тем как идти дальше на юг по Волхову и поселиться на Рюриковом городище. Эта дата с оговорками об определённой условности летописных датировок признана по археологическим данным. Таким образом, первое деревянное укрепление на месте Староладожской крепости было возведено, по предположению А. Н. Кирпичникова, не ранее 60-х годов IX века. Укрепление того времени защищало лишь небольшую часть поселения, поскольку изначально было построено лишь для князя и его дружины. На рубеже IX—X веков вместо деревянных укреплений была возведена каменная крепость, подобная западноевропейским оборонительным сооружениям того времени. Стены крепости были построены без использования известкового строительного раствора. Перед облицовкой остатков крепостной стены со стороны двора под слоем разрушения обнаружена горелая прослойка с остатками располагавшейся наклонно по поверхности склона сгоревшей массивной деревянной дощатой конструкции, скреплявшейся коваными железными гвоздями. Сохранившиеся в ней гвозди были направлены шляпками вверх. Похожие по размерам гвозди встречались разрозненно между плитами слоя разрушения. Анализ образца сгоревшего дерева дал радиоуглеродную дату 668—886 годы. Под выравнивающей прослойкой из материковой глины в тонком гумусированном слое нашли части дирхемов (четвертинки и тонкие краевые срезы). Дирхамы выделяются в группы, датируемые по облику VII—VIII веками (Сасаниды, Умайады и драхмы наместников Табаристана), серединой VIII века, IX веком (ранне- или среднеаббасидского облика), первой половиной X века (саманидского облика). Вход в первоначальную крепость находился со стороны реки около Раскатной башни. В первой половине X века вдоль края мыса построена оборонительная стена из известняка с вертикальными деревянными опорами. Вход в крепость располагался со стороны реки и в XII веке. Часть южной и западной стен, а также остатки 4-угольной башни древнего каменного оборонительного сооружения были обнаружены группой археологов под руководством профессора А. Н. Кирпичникова во время раскопок в 1970-х годах. Результаты этих работ долгое время не были опубликованы, а впоследствии неоднократно подвергались сомнению. При этом отмечается большая топологическая точность древнерусского летописания, из которого, например, однозначно понимается, что Рюрик построил крепость на месте уже существовавшего поселения, но нет однозначной формулировки «срубил» или «срубиша» (вместе с братьями) деревянную крепость, но допускается прочтения «утвердиша» и «съделаша», которые говорят как об укреплении уже существующего поселения, так и о возможности использования камня для строительства.
Стратегическое значение Староладожской крепости в X веке определялось в основном тем, что крепость закрывала водный путь из Балтийского моря вглубь русских земель. Доподлинно не известно, сколько вражеских нападений пришлось отбить защитникам Старой Ладоги. Однако сохранились данные о том, что в 997 году норвежский ярл Эйрик (норв. Eirik Håkonsson) после продолжительной осады захватил Ладожскую крепость и разрушил её.
Крепость вновь отстроили из дерева в самом начале XI века. Южная стена шла по гребню высокого вала, перед которым был вырыт глубокий ров, шедший от реки Ладожки до реки Волхов, что служило дополнительной защитой для укрепления.
Новый этап в истории Ладожской крепости связан с Мстиславом Владимировичем, последним Великим князем Киевской державы, когда Ладога уже была под властью Новгорода. По свидетельству летописи в 1116 году Ладожский посадник Павел заложил крепость:
В лето 6624
…
Того же лета Павелъ, посадникъ ладоскыи, заложи Ладогу город каменъ
- В 1164 году крепость устояла при нападении шведов на 55 судах (Новгородская республика).
- В 1313 году шведы взяли крепость и сожгли (Новгородская республика).
- В 1338 году шведы безуспешно штурмовали крепость (Новгородская республика).
- Была перестроена в XVI веке в связи с распространением огнестрельного оружия. До наших дней сохранились Климентовская и Воротная башни, а также прясло между ними (восстановлены в XX веке на древней основе); Раскатная, Стрелочная, Тайничная башни, северо-западное и восточное прясла дошли до нас в виде руин.
- В 1585—1586 годах к южной стороне каменной крепости было пристроено дерево-земляное укрепление площадью 2,89 га.
- В 1610 году шведы взяли крепость.
- В 1701 году шведы последний раз осаждали крепость. После завершения Северной войны она утратила своё военное значение.

### XX век
В 1884—1885 годах Н. Е. Бранденбург провёл раскопки и изучение развалин Старо-Ладожской крепости. Результатом их явился его труд «Старая Ладога» (СПб., 1896).
В 1909—1910 годах велись разведочные работы, а в 1911—1913 годах — систематические раскопки Земляного городища в Старой Ладоге. Руководил ими научный сотрудник Этнографического отдела Русского музея Н. И. Репников.
- Сохранившиеся Воротная башня и прясло стены. Фотография С. Прокудина-Горского. 1909 год
- Староладожская крепость. Вход в ограду церкви св. Георгия. Фотография С. Прокудина-Горского. 1909 год
- Куртина и бастион Земляного города в Старой Ладоге в 1909 году

В 1931 году начались системные археологические исследования Староладожской крепости сначала под руководством В. А. Богусевича, затем эту работу продолжил П. А. Раппопорт.

### Музей
В 1970-х были проведены реставрационные работы под руководством А. Э. Экка (1929—1975). 15 июля 1971 года в Староладожской крепости открылись первые музейные экспозиции — был открыт Староладожский краеведческий музей. В основе восстановительных работ 1960—1976 годов был синтетический метод, при котором крепость воссоздавалась на основе аналогий (например: бойницы юго-западного прясла делались по образцу окнобразных бойниц Копорской крепости). Верхние, давно утраченные части стен и башен докомпоновывались на основе обширных, весьма гипотетичных предположений. Единственным источником для подобных предположений могли бы стать описи XVII века, в первую очередь сметная роспись 1647 года, оставшаяся неизвестной авторам проекта реставрации.
В 1972 году раскопки в крепости начала вести Староладожская археологическая экспедиция Института истории материальной культуры РАН под руководством А. Н. Кирпичникова.
В 1984 году краеведческий музей получил статус историко-архитектурного и археологического музея-заповедника федерального значения.

### Текущая реконструкция
В советское время из пяти крепостных башен успели восстановить две: Климентовскую и Воротную. В 2008 году начались работы по восстановлению Стрелочной башни и прясла крепостной стены, соединяющей Стрелочную и Воротную башни. Концепция реконструкции Стрелочной башни основана на том, чтобы с помощью надстройки защитить от дальнейшего разрушения кладку печур (ниш с амбразурами для стрельбы) первого боя и остатки бойниц второго боя. Новая башня, согласно замыслу главного архитектора проекта реставрации Сергея Лалазарова, должна стать своеобразным консервационным колпаком для остатков исторического сооружения.
Изначально к 2012 году планировалось полностью завершить масштабное восстановление Староладожской крепости. Однако к 2012 году удалось выполнить только половину работ. В 2013 году крепость передали в собственность Ленинградской области, и на средства регионального бюджета удалось разработать научно-исследовательскую и проектно-сметную документацию для реставрации, в течение 2014—2015 годов в крепости проводились ремонтно-реставрационные работы. Таким образом, к 900‑летию, которое праздновалось в 2016 году, планировалось завершить работы в Староладожской крепости. Однако, по словам директора музея, технически работы возможно завершить не ранее 2018 года.
- Староладожская крепость с высоты птичьего полёта. 2018 год

В современных конструкциях Стрелочной башни, построенной практически с нуля, поднятой с фундамента, в 2020 году открылась археологическая экспозиция, для которой в новом пространстве созданы необходимые условия для хранения и показа экспонатов. Историческая часть постройки с частично сохранившейся подлинной кладкой XVI века во время реставрации музеефицирована и доступна для осмотра.
Работы по воссозданию крепости будут продолжаться. В 2024 году прошли археологические изыскания на северо-восточном прясле. В 2025 году планируется археологическое обследование для проектирования воссоздания восточного прясла. Также разрабатывается проектная документация для работ на Тайничной башне. Работы по воссозданию, музеефикации, консервации полного объема крепости планируется выполнить к 2030 году.

## Архитектура

### Крепость XII века
Ладожская крепость была сложена из плитняка на известковом растворе. Стены достигали 8 метров в высоту и были построены на земляном валу высотой до 3,6 метров и шириной в основании до 20 метров. Верхняя часть стены венчалась боевым ходом двухметровой ширины. Для осуществления погрузки и разгрузки товаров, доставляемых в крепость по Волхову, на восточной стороне стены на высоте 7 метров от её основания располагался торговый люк. Сделанная из камня Ладожская крепость была исключением среди распространённых в то время дерево-земляных укреплений. Доказав свою надёжность, крепость наметила новые тенденции в оборонном зодчестве, распространившиеся на Руси лишь столетие спустя.

### Крепость после реконструкции конца XV века
В ходе реконструкции XV века стены крепости были укреплены валунами и облицованы плитами. Таким образом их высота увеличилась до 7,2 — 12 метров, а ширина у основания до 7 метров, что чуть ли не в 2 раза превосходило стены старой крепости. Но главными узлами обороны обновлённой крепости стали 5 выстроенных заново трёхъярусных пушечных башен. Они располагались по периметру и придавали Ладоге неприступный вид.

### Крепость после 1586 года
В 1585—1586 годах, при царе Фёдоре I Иоанновиче, к южной стене каменной Ладоги было пристроено дерево-земляное укрепление бастионного типа. На острие двух из трёх выступов бастионного типа и на валу возвышались две глухие и одна проходная шестиугольные трёхъярусные башни диаметром и высотой около 8-9 метров. Своеобразные бастионы позволяли выдвинуть вперёд позиции обороняющихся, что сильно затрудняло атаку. С южной и западной сторон дерево-земляного укрепления был вырыт ров глубиной 4 и шириной 12 метров. А к реке Волхов из крепости был прорыт тайный ход.